# Жердецькі
Жердецькі (біл. вёска Жардзецкія) — село в складі Вілейського району Мінської області, Білорусь. Село підпорядковане Хотеньчицькій сільській раді, розташоване в північній частині області.

## Історія
У 1921–1945 роках застінок знаходилось у Польщі, у Вільнюській воєводстві, Вілейського повіту, гміні Хотеньчиці.

## Населення
- 1921 рік - 38 люди, 9 будинки[1].
- 1931 рік - 48 люди, 8 будинки[2].